# Red Colina de Movilidad
Red Colina de Movilidad es un sistema de transporte público que opera desde el 27 de enero de 2025 en las comunas de Quilicura y Colina, conectándolas con el Gran Santiago.

## Historia
El 2 de junio de 2021 fue aprobado un plan piloto para implementar un servicio de transportes mediante buses eléctricos entre las comunas de Colina y Quilicura, en el marco del Programa Especial de Fomento a la Electromovilidad. Para ello se utilizaron 20 buses que fueron donados por la República Popular China en el marco de la Conferencia de las Naciones Unidas sobre el Cambio Climático de 2019.
El 21 de febrero de 2023 el gobierno chileno, mediante la Subsecretaría de Transportes, suscribió un convenio con la empresa Mobility SpA para que se hiciera cargo de la operación y mantención de los buses eléctricos de Colina, y el 22 de enero de 2025 se estableció oficialmente el plan piloto de operación de buses eléctricos, que estableció un plazo de 24 meses, posterior al cual se realizará la evaluación de los servicios y su posible continuidad.
El servicio fue inaugurado oficialmente el 27 de enero de 2025, con la puesta en marcha de 12 buses eléctricos en dos recorridos hacia los sectores de Peldehue, Piedra Roja y Chamisero. El sistema cuenta desde su inauguración con un sistema de pago electrónico operado por Bipay, que cuenta con tarjetas sin contacto, pago mediante la aplicación de Bipay a través de un código QR, y mediante pago con tarjetas de crédito, débito y prepago de Visa o Mastercard; posee tarifas diferenciadas entre adulto regular, adulto mayor y estudiantes, estos últimos mediante la Tarjeta Nacional Estudiantil (TNE).

## Recorridos
El 27 de enero de 2025 se implementaron los primeros dos recorridos, que conectan los sectores de Peldehue, Piedra Roja y Chamisero con la Estación Intermodal Los Libertadores. Está planificado implementar un tercer recorrido, que conectará con el sector de Casas Chacabuco, durante 2025.
| Recorrido | Recorrido                              | Trazado |
| --------- | -------------------------------------- | --- |
| R230      | Colina Los Libertadores                | Ida: Carretera General San Martín con Cruce Peldehue - Carretera General San Martín - Esmeralda - Padre Soto - Esmeralda - Aconcagua - Avenida Concepción - Avenida Colina - Carretera General San Martín - Caletera Poniente Autopista Los Libertadores - Caupolicán - El Totoral - Galvarino - San Ignacio - Caletera Ruta 5 Norte - El Molino - Estación Intermodal Los Libertadores |
| R230      | Colina Los Libertadores                | Regreso: Estación Intermodal Los Libertadores - El Molino - Caletera Ruta 5 Norte - San Ignacio - Caupolicán - Caletera Poniente Autopista Los Libertadores - Carretera General San Martín - Avenida Colina - Avenida Concepción - Aconcagua - Esmeralda - Padre Soto - Esmeralda - Carretera General San Martín - Carretera General San Martín con Cruce Peldehue                      |
| R232      | Piedra Roja-Chamisero Los Libertadores | Ida: Padre Sergio Correa con José Rabat - Padre Sergio Correa - Avenida Chicureo - Avenida del Valle - Radial Nororiente - Avenida Chamisero - Avenida del Valle - Caletera Poniente Autopista Los Libertadores - Caupolicán - El Totoral - Galvarino - San Ignacio - Caletera Ruta 5 Norte - El Molino - Estación Intermodal Los Libertadores                                          |
| R232      | Piedra Roja-Chamisero Los Libertadores | Regreso: Estación Intermodal Los Libertadores - El Molino - Caletera Ruta 5 Norte - San Ignacio - Caupolicán - Caletera Poniente Autopista Los Libertadores - Avenida del Valle - Avenida Chamisero - Radial Nororiente - Avenida del Valle - Avenida Chicureo - Padre Sergio Correa - Padre Sergio Correa con José Rabat                                                               |

## Flota
La flota de Red Colina de Movilidad está compuesta por 20 buses eléctricos BYD modelo K9FE, que poseen 12 metros de longitud y tienen capacidad para 81 pasajeros, además de poseer aire acondicionado, cargadores USB y accesibilidad universal.